# Zvjezdane staze 1 (1979.)
Zvjezdane staze 1 (eng. Star Trek: The Motion Picture) naziv je prvog filma iz istoimenog znanstveno-fantastičnog serijala, koji je snimljen 1979. godine u režiji Roberta Wisea, povodom desetogodišnjice završetka prikazivanja kultne serije Zvjezdane staze.

## Radnja
Iz svemira dolazi nešto golemo i zastrašujuće, te ga hrabra posada svemirskog broda Enterprise mora zaustaviti. Entitet dolazi do Zemlje tvrdeći da je njegov Stvoritelj tamo, ali ga smetaju ljudi i treba ih očistiti s planeta da bi razgovarao sa Stvoriteljem. 

## Glavni likovi
- James T. Kirk (William Shatner) - bivši kapetan Enterprisea i admiral Zvjezdane flote.
- Spock (Leonard Nimoy) - poluvulkanski znanstveni časnik na Enterpriseu.
- Leonard McCoy (DeForest Kelley) - liječnik na Enterpriseu.
- Montgomery Scott (James Doohan) - glavni brodski inženjer.
- Pavel Chekov (Walter Koenig)
- Uhura (Nichelle Nichols) - časnica za komunikaciju na Enterpriseu.
- Hikaru Sulu (George Takei) - glavni kormilar na Enterpriseu.

## Vanjske poveznice
- IMDb - Star Trek: Motion Picture
- Službena stranica franšize Zvjezdane staze (eng)  Arhivirana inačica izvorne stranice od 30. siječnja 2010. (Wayback Machine)
- Zvjezdane Staze 1  Arhivirana inačica izvorne stranice od 21. kolovoza 2009. (Wayback Machine)
- Recenzija filma Zvjezdane staze 1 (eng)